# Kamiyodo Hai-ji

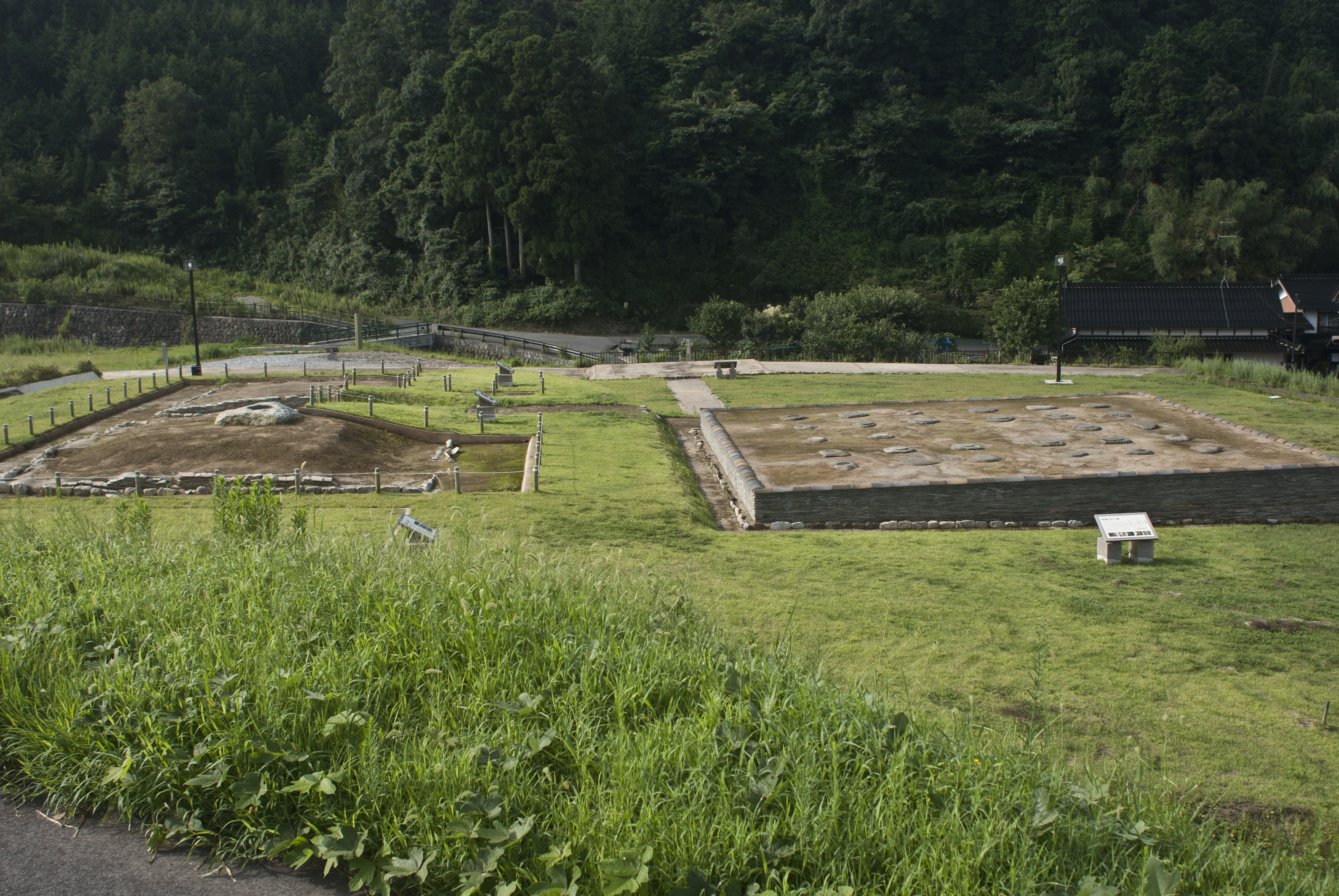
Sites des tō (pagodes) de l'est (à gauche) et kon-dō (à droite).

Le Kamiyodo Hai-ji (上淀廃寺) est un temple bouddhiste en ruines et un « site historique national » situé à Yonago, préfecture de Tottori au Japon. Des fouilles menées entre 1991 et 1993 ont mis au jour des bâtiments de la fin de la période Asuka (fin du VIIe siècle ou début du VIIIe siècle). Le complexe, dont le shichidō garan est inhabituel, semble avoir été détruit par un incendie au cours du Xe siècle ou du XIe siècle. Du site du kon-dō, des centaines de fragments d'anciennes peintures murales bouddhistes ont été retrouvés. Ces peintures ont été à l'époque identifiées comme étant les premières au Japon, aux côtés des peintures murales du kondō du Hōryū-ji. Les peintures montrent une remarquable sophistication de décoration malgré l'éloignement du site du centre politique dans la plaine de Yamato,,,,.

## Complexe du temple
Le shichidō garan comprend un kon-dō de 14,8 m d'est en ouest sur 12,4 m du nord au sud. De façon inhabituelle, les fondations de trois tō (pagodes) ont été trouvées à l'est du kondō, alignées du nord au sud. Le site de ce qui apparaît d'après sa taille, ses fondations en pierre et ses tuiles à terre, avoir été une autre pagode à deux étages a été découvert à l'ouest du kondō. Derrière se trouvent un certain nombre d'autres bâtiments,. 5 500 fragments de peinture murale et 3 300 fragments de sculpture ont été récupérés sur les lieux, avec une grande quantité de tuiles et d'articles en fer et en bronze.

## Peintures murales

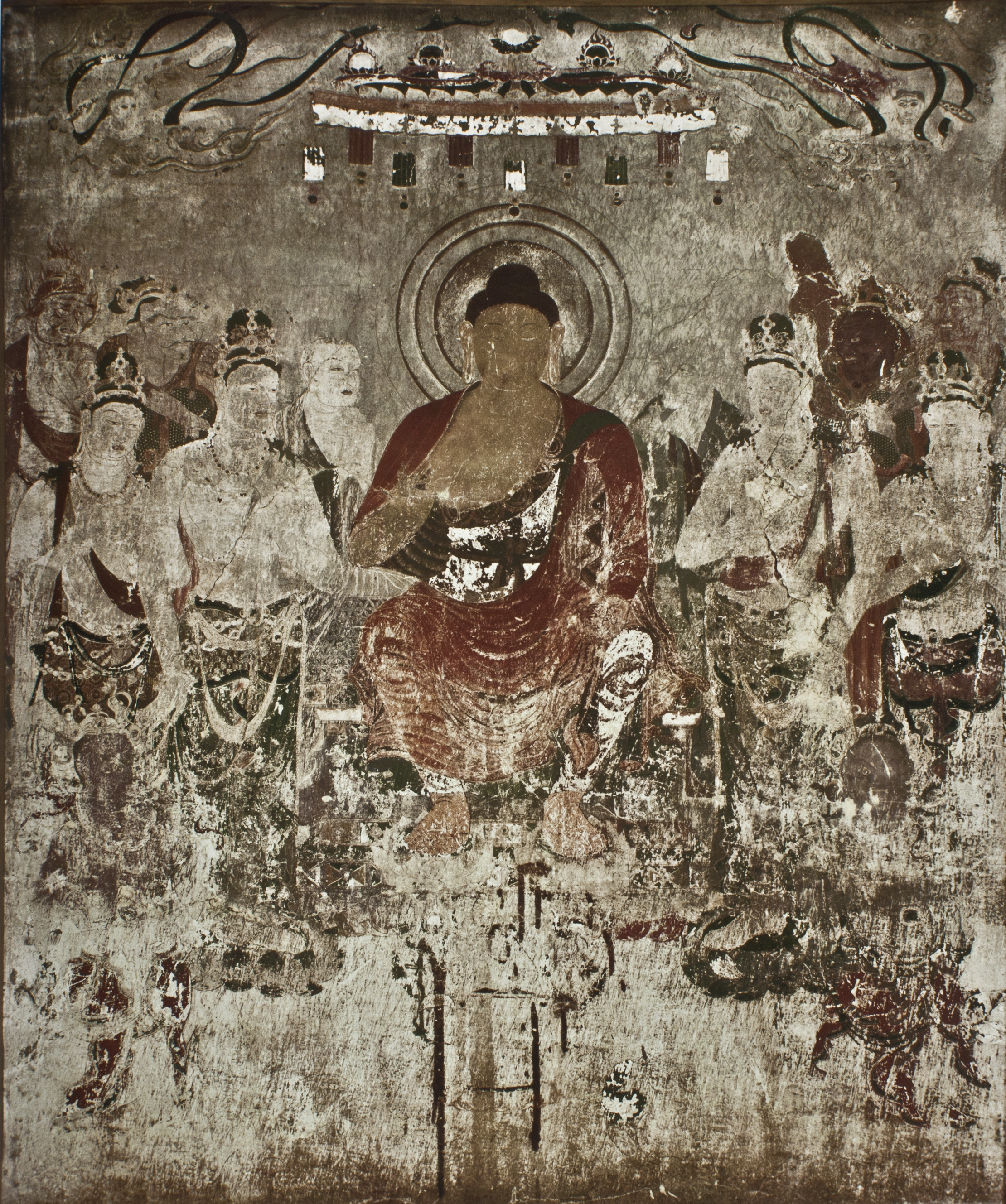
Panneau est du mur nord du kon-dō du Hōryū-ji montrant le paradis de l'est de Yakushi Nyorai ; un certain nombre de fragments du Kamiyodo Hai-ji ont été trouvés dans un schéma similaire dans les dessins de reconstruction, identifié comme faisant partie d'un dais, entourant la robe d'un tennin, le nimbe, la robe d'un bouddha assis, les dais, d'un général céleste, d'un bodhisattva et un piédestal de lotus.

Parmi les fragments de peinture se trouvent la tête d'un des douze généraux célestes et d'un bodhisattva, une cuirasse, des parties d'une robe, des fleurs, des herbes, des pétales de lotus, la partie d'un baldaquin décoré d'une montagne à trois sommets émergeant des nuages, préfigurant les peintures de paysage,. Les peintures ont été exécutées sur un rendu de terre, la couche inférieure comprenant de l'argile et de la paille hachée, la couche supérieure du sol plus sableux avec de fines fibres végétales, la surface a été préparée pour la peinture avec un fond d'argile blanche. La gamme de pigments autant que le sujet montrent l'impact de la culture étrangère du continent : contrairement à la palette limitée des tombes décorées avant l'introduction du bouddhisme, les fragments de peintures montrent l'utilisation de vermillon, d'ocre rouge, de minium, d'ocre jaune, de massicot, de malachite, d'azurite, d'argile blanche et de noir de carbone,,.

## Conservation
Une superficie de 25 560 m2 englobant les fouilles est désignée patrimoine culturel du Japon et « site historique national » en 1996. En 2006 et 2007, l'environnement naturel du site est reconstitué pour un coût de 111,3 millions de ¥. En 2009, les artefacts exhumés sont désignés biens culturels tangibles préfectoraux. Le proche centre d'exposition Kamiyodo Hakuhō-no-Oka est ouvert en 2011 ; les objets exposés comprennent des fragments de peintures murales et une reconstruction de l'intérieur du kon-dō avec des peintures et des sculptures. Les fragments de peintures eux-mêmes sont consolidés avec de la résine époxy.

## Ancienne peinture murale du temple
À l'origine, les peintures, comprises comme étant contemporaines de la construction du kon-dō à la fin de la période Asuka (fin du VIIe ou début du VIIIe siècle), ont été saluées comme la plus ancienne peinture murale de temple au Japon, aux côtés de la peintures murales du kon-dō du Hōryū-ji,. Durant les fouilles de 2004 du Wakakusa-garan cependant, l'ancien complexe du Hōryū-ji avant la controverse relative à la construction, des centaines de fragments de peinture murale datant de la première moitié du VIIe siècle ont été découverts, avec une altération des pigments induite par la chaleur. Deux fragments de plâtre endommagé par le feu récupérés à partir des fouilles du Yamada-dera en 1978 ont également été récemment attribués à une peinture murale  datée du milieu du VIIe siècle.
On connaît à présent des peintures murales de la fin de la période Asuka du Hiokimae Haiji (日置前廃寺) à Takashima. Des fragments de plâtre rouge ont également été retrouvés sur le site de la pagode du Daikandai-ji, construite en 698 et détruite par un incendie en 711. Des peintures murales d'une date similaire ont été découvertes dans la pagode à quatre étages du Hōryū-ji dans les années 1940, ce qui suggère l'emploi de pochoirs. Elles sont désignées patrimoine culturel du Japon au titre de bien culturel important,,.